# 高瀬悠
高瀬 悠（たかせ はるか、1987年9月11日 - ）は日本で活動していた元ミュージカル俳優である。大阪府大阪市浪速区出身。元劇団四季所属。

## 来歴
帝塚山学院高等学校ヴェルジェコース音楽系専攻を卒業し
、大阪音楽大学音楽学部へ入学しミュージカル部へ入部した。
大学卒業後は音楽座ミュージカルに研修生として入団したが、2011年に劇団四季オーディションに合格し四季へ移籍した。同年10月1日に電通四季劇場［海］で開幕したオペラ座の怪人東京公演のアンサンブル2枠役で四季への初舞台出演を果たした。2012年2月29日にはファントム・トーク・シアターにオペラ座の怪人日本公演初演の年に生まれた俳優として参加している
。2013年4月7日に四季劇場［夏］で開幕したリトル・マーメイド東京公演ではアンサンブル6枠（アデッラ等）役のオリジナルキャストとして出演している。その後2020年12月31日で劇団四季を退団していた事を、2021年に自身のInstagramで公表した。同時に四季時代から交際していた人物と入籍していたことも公表しており、四季退団後は俳優としては引退状態である。2022年には第一子長男を出産したことを自身のInstagramで公表した。

## 主な出演作品
- オペラ座の怪人（アンサンブル2枠）
- 夢から醒めた夢（2012年アンサンブル11枠）
- リトル・マーメイド（2013年アンサンブル6枠/アデッラ）
- キャッツ（2015年ジェリーロラム＝グリドルボーン）